# Enterprise (pomme)
Pour les articles homonymes, voir Enterprise.

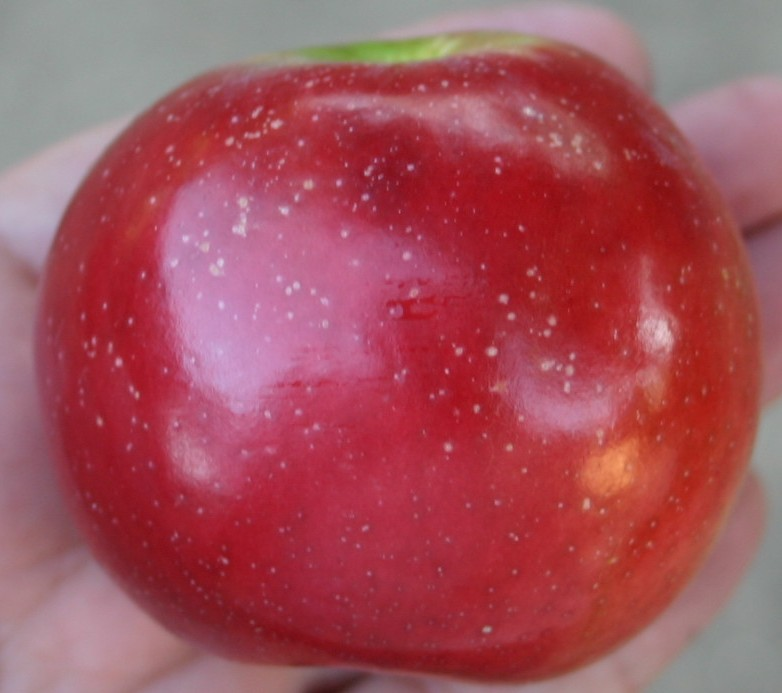
Image d'une pomme Enterprise.

Enterprise est le nom d'un cultivar de pommier domestique.
Nom d'étude: Co-op 30
Nom botanique: Malus domestica Borkh enterprise

## Origine
Collaboration d'universités américaines.
Première plantation de référence: 1982

## Description
- Usage: pomme à couteau ou à cuire
- Calibre: moyen
- Couleur de la peau: rouge
- Chair: crème

## Parenté
- Pédigree: complexe F2 de McIntosh résistantes: PRI 1661-2 x PRI 1661-1[1].

## Pollinisation
- Variété diploïde
- Groupe de floraison: C

## Susceptibilités aux maladies
- Tavelure: immunisé
- Feu bactérien: très résistant
- Mildiou: moyennement susceptible
- Rouille du cèdre: très résistant

## Culture
Le peu de susceptibilité aux maladies de ce cultivar est une qualité appréciable pour les jardins familiaux où les traitements ne sont pas systématiques.
- Cueillette: très tardive